# Васо
Васо је словенско име грчког порекла и значи „краљевски“. Изведено је од имена Василије.

## Популарност
У Грчкој је 2004. године било на 4. месту по популарности, а у Словенији је 2007. било на 692. месту.

## Особе
- Васо Мискин Црни